# Маленький свободный народец
«Маленький свободный народец»/ «Вольный народец» (англ. The Wee Free Men) — фэнтези известного английского писателя Терри Пратчетта, написано в 2003 году. Лауреат премии Locus Award в номинации Young Adult Novel. На русском языке книга выпущена издательством «Эксмо» в феврале и апреле 2016 года в разных обложках под названием «Маленький свободный народец».
Тридцатая книга из серии цикла «Плоский мир», первая книга из цикла о Тиффани Болен (Болит).

## Аннотация
Там, где крутые склоны Овцепикских гор переходят в зелёные холмы предгорий, находится страна Мел. И живёт в этой стране одна маленькая девочка по имени Тиффани Болен (Болит), обладающая необычным складом ума. Знающий человек, например такой, как ведьмознатка мисс Констатанция Тик, сразу бы понял, что эта девочка может стать могущественной ведьмой. Но на Мелу ведьм не любят. Их и нет в этой стране, потому что местный Барон приказал топить всех ведьм. Тем не менее…
Хоть и не было на Мелу официальных ведьм, но за границами с другими измерениями присматривали — бабушка Тиффани, миссис Сара Болен (Бабуля Болит), и маленькие синие человечки — пиксты. Да, да — самые настоящие пиксты, родственники фей или Нак Мак Фиглы. Их «королева» — кельда (в каждом клане Нак Мак Фиглов есть лишь одна женщина, она же - кельда) тоже умела колдовать и вдвоём с Сарой Болен (бабулей Болит) они охраняли свои родные холмы от всякой нечисти. Но пришла пора и бабушка Тиффани умерла, да и кельда Нак Мак Фиглов постарела и ослабела. Границы остались без присмотра, чем немедленно воспользовалась Королева Эльфов.
Испокон веков эльфы ищут способы проникнуть в реальный мир, чтобы поживиться там добычей. И самое главное — они похищают детей. Год назад пропал сын Барона, а нынче эльфы похитили младшего брата Тиффани. Чтобы остановить злую Королеву, надо срочно найти новую «каргу» — так называют фигли ведьм. Старая кельда отправила своих сыновей на поиски ведьмы и единственной ведьмой, способной противостоять вторжению, оказалась девятилетняя Тиффани, внучка Сары Болен. По настоянию кельды Тиффани обручилась с главным мужчиной клана — фиглем Явором Заядло (Роб Всякограб) и после смерти кельды, на короткое время стала кельдой Мелового клана фиглей. Вооружённая одной сковородой, Тиффани, в сопровождении отряда фиглей, отправилась в Страну Фей — паразитическую вселенную, в которой живут эльфы. В этой стране царит вечная зима и оживают все самые страшные кошмары. Но ведьмы умеют отличать наваждения от реальности и Тиффани удалось победить могущественную Королеву и вернуть домой своего брата и сына Барона. Конечно, ей помогали — Нак Мак Фигли и даже её родная земля — холмы, в которых покоится с миром прах её бабушки. Тиффани доказала, что является настоящей ведьмой и это признали другие ведьмы.

## Действующие лица
Основные:
- Тиффани Болен
- Нак Мак Фигли
- Королева эльфов
- Роланд
- Сара Болен

Второстепенные:
- Констатанция Тик
- Жаб
- Матушка Ветровоск
- Нянюшка Ягг

## Награды
- WH Smith Teen Choice Award 2003
- American Library Association’s Best Book For Young Adults 2003
- Parenting Book of the Year Award 2003
- Center for Children’s Books' Blue Ribbon

## Переводы
- Волният народец (Болгарский)
- Svobodnej národ (Чешский)
- De små blå mænd (Датский)
- De Vrijgemaakte Ortjes (Голландский)
- Tillud vabamehed (Эстонский)
- Vapaat pikkumiehet (Финский)
- Les ch’tits hommes libres (Французский)
- Kleine freie Männer (Немецкий)
- Χιλιάδες Νάνοι κι ένα τηγάνι (Греческий)
- L' intrepida Tiffany e i piccoli uomini liberi (Итальянский)
- Mazie brīvie ķipari (Латвийский)
- Mažieji laisvūnai (Литовский)
- Skrellingene (Норвежский)
- Wolni Ciutludzie (Польский)
- Scoţiduşii liberi (Румынский)
- Маленький свободный народец (Русский)
- Små Blå Män (Шведский)

## Критика
Американский писатель Крейг Кабелл отмечает в произведении тему «старшей сестры-подростка, вынужденной бороться с фрустрацией, вызываемой младшим братом, и сражаться с силами зла для его спасения, потому что он — её брат», сочетающую элементы «Лабиринта», «Льва, колдуньи и платяного шкафа» и даже напоминающую «Алису в Стране чудес». Также он сравнивает «Маленький свободный народец» с «Вечным похитителем», в котором «месяц в параллельном мире равняется всей жизни в реальном», и с произведениями, в которых «взрослые являются плохими, дети — хорошими, но и хорошие могут быть развращены плохими», такими как «Приключения Оливера Твиста».